# Сукумбіос
Сукумбіос (ісп. Sucumbíos) — провінція на північному сході Еквадору. Площа залишає 18 328 км², населення — 176 472 чол. (2010). Адміністративний центр — місто Нуева-Лоха.

## Географія
На півночі межує з Колумбією, на сході — з Перу, на півдні — з еквадорськими провінціями Напо і Орельяна, на заході — з провінціями Карчі і Імбабура, на південному заході — з Пичинча. Сукумбіос — одна з шести провінцій Еквадору, розташованих а басейні Амазонки.
Західна частина провінції належить до передгір'я східних  Анд, де і беруть початок більшість річок Сукумбіос. Найвища точка провінції — діючий вулкан Ревентадор. Східна частина провінції — рівнинна, плоска, відрізняється високими середніми температурами протягом усього року. Найбільші річки: Агуаріко, Напо, Путумайо і  Кока.

## Історія
До відкриття в надрах провінції нафти, Сукумбіос був недослідженим регіоном, де жили лише корінні індіанські народи. У 1979 році, через 9 років після заснування, Нуева-Лоха стає центром кантону в провінції Напо. У 1989 році Сукумбіос стає 21-й провінцією Еквадору. Родовища нафти і сьогодні роблять провінцію дуже важливою для економіки країни в цілому.

## Адміністративний поділ

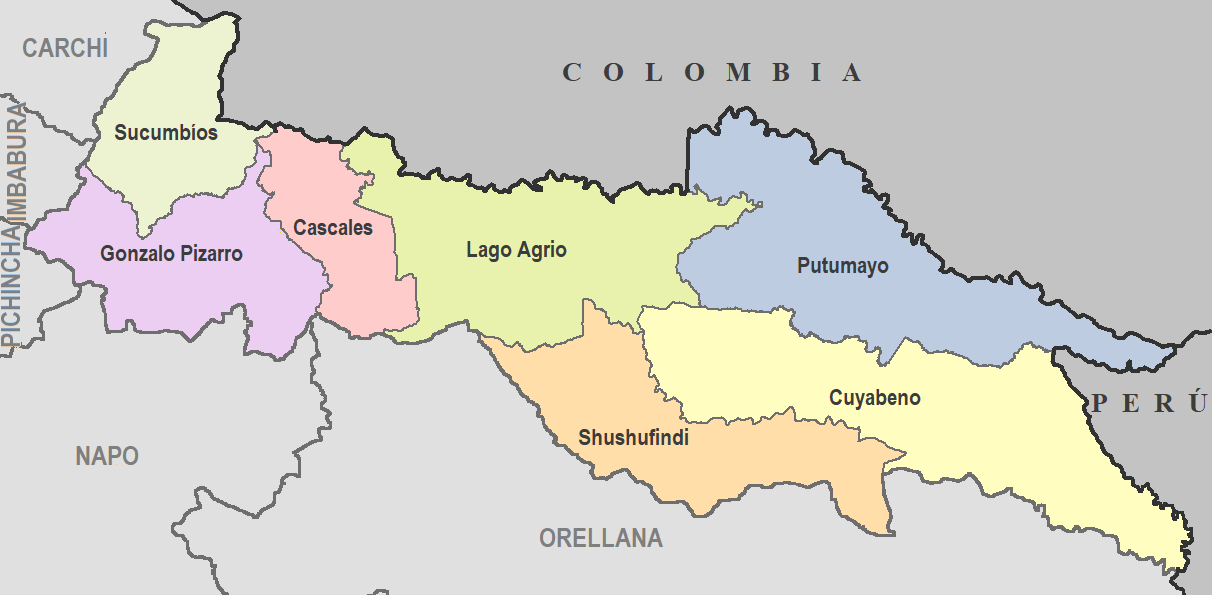
Кантони провінції Сукумбіос.

В адміністративному відношенні провінція поділяється на 7 кантонів:
| № | Прапор | Кантон                            | Населення, чол. (2010) | Адміністративний центр                                       |
| - | ------ | --------------------------------- | ---------------------- | ------------------------------------------------------------ |
| 1 |        | Каскалес (Cascales)               | 11 104                 | Ель-Дорадо-де-Каскалес (El Dorado de Cascales)               |
| 2 |        | Куйабено (Cuyabeno)               | 7 133                  | Тарапоа (Tarapoa)                                            |
| 3 |        | Гонсало-Пісарро (Gonzalo Pizarro) | 8 599                  | Лумбакі (Lumbaquí)                                           |
| 4 |        | Лаго-Агріо (Lago Agrio)           | 91 744                 | Нуева-Лоха (Nueva Loja)                                      |
| 5 |        | Путумайо (Putumayo)               | 10 174                 | Пуерто-ель-Кармен-де-Путумайо (Puerto El Carmen de Putumayo) |
| 6 |        | Шушуфінді (Shushufindi)           | 44 328                 | Шушуфінді (Shushufindi)                                      |
| 7 |        | Сукумбіос (Sucumbíos)             | 3 390                  | Ла-Боніта (La Bonita)                                        |